# Gerald Preinfalk
Gerald Franz Preinfalk (wym. ge:ʁalt pʁaɪ̯nfalk; ur. 9 czerwca 1971 we Freistadt) – austriacki saksofonista, kompozytor, aranżer. Jego twórczość skupia się przede wszystkim na muzyce klasycznej (zwłaszcza współczesnej), jednak często podejmuje się także projektów jazzowych.

## Biografia
Preinfalk zaczął brać lekcje gry na klarnecie w wieku 9 lat, a w wieku 15 lat zaczął grać na saksofonie. W 1990 roku rozpoczął studia instrumentalne w Konserwatorium Wiedeńskim pod kierunkiem Otto Vhrovnika i Wolfganga Puschniga. W 1993 kontynuował naukę w Berklee College of Music u George'a Garzone, a w 1998 studiował saksofon klasyczny u Serge'a Bertocchiego w Paryżu.
Od 2000 roku Preinfalk jest członkiem Klangforum Wien, jednak występuje także gościnnie z takimi orkiestrami jak Orkiestra Symfoniczna Radia Wiedeńskiego, Filharmonia Narodowa Nadrenii-Palatynatu i Orkiestrą Narodową w Stuttgarcie. Występował także jako wykonawca muzyki współczesnej z „Ensemble xx. jahrhundert” i „Ensemble Kontrapunkte”. Bernhard Lang napisał dla Preinfalka koncert solowy z Wiedeńską Orkiestrą Symfoniczną, poza tym jest on także adresatem muzyki kameralnej Rolanda Freisitzera (2011) i Norberta Sterka (2008).
W gatunku jazzowym grał z Django Batesem, Peterem Madsenem, Donem Byronem, Terrym Bozzio, Alexem Machackiem, Georgiem Breinschmidem, Harrim Stojką, „Flip Philipp - Ed Partyka Dectet” i „Yodelgroup” Christiana Muthspiela. Był członkiem wielkich zespołów, takich jak „Nouvelle Cuisine”, „Upper Austrian Jazz Orchestra”, „Jazz Big Band Graz” i Vienna Art Orchestra. Własne projekty muzyczne Preinfalka to Paier/Preinfalk Project z Klausem Paierem (2000), More than Tango und Saion (2004), Tan Go Go (2005) i Giuffre Zone, gdzie wraz z Christophem Cechem i Perem Mathisenem zinterpretował muzykę Jimmy'ego Giuffre'a. Większość tych projektów została nagrana. Od 2007 roku występował także w duecie z brazylijskim gitarzystą Alegrem Corrêą, który okazjonalnie był poszerzany o innych muzyków. Jako muzyk studyjny współpracował z Willim Resetaritsem i Marią Bill. Współpracował także z Saviną Yannatou, Lucíą Pulido, Kurtem Ostbahnem i Krzysztofem Dobrekiem. Tom Lord wymienia 27 angaży z lat 1993–2012 w dziedzinie jazzu.
Oprócz tego Preinfalk działał także jako kompozytor teatralny. Dla Volkstheater w Wiedniu napisał muzykę do „Peer Gynt”, „Job” i „You Stay with Me”, każdego w reżyserii Michaela Sturmingera. Opracowywał także pieśni żydowskie do tekstów, zamordowanych za czasów stalinowskich, poetów z 1952 r. („Moskwa 52”, „Bukowina III”).
W 2011 roku Preinfalk został mianowany profesorem saksofonu klasycznego w Kunstuniversität Graz.

## Nagrody
- 2001: Otrzymał nagrodę Hansa Kollera w kategorii „Nowicjusz Roku” w gatunku jazzowym.

## Dyskografia

### Albumy solowe
- 2003: Tan Go Go (Quinton Records)
- 2014: Art Of Duo (col legno), z Alegrem Corrêą, Wolfgangiem Muthspielem, Perem Mathisenem, Fabianem Ruckerem, Christophem Cechem i Harrim Stojką

### Inne albumy
- 1997: Trash test (Extraplatte) z Duckbilled Platypus
- 1999: Duck you! (Extraplatte), z Duckbilled Platypus
- 2002: Delete and Roll (Next Generations Enterprises), z Terrym Bozzio i Alexem Machackiem
- 2007: Opium (FP Records), z Flipem Philippem - Edem Partyka Dectet
- 2010: May (Material Records), z Christian Muthspiel's Yodel Group[4]